# روبرت هولاند (رجل أعمال)
روبرت هولاند (بالإنجليزية: Robert Holland)‏ هو شخصية أعمال أمريكي، ولد في 1940.

## وصلات خارجية
- روبرت هولاند على موقع إن إن دي بي (الإنجليزية)